# الشبكة الأوروبية لمراكز الاستعلامات
الشبكة الأوروبية لمراكز الاستعلامات (ش أ م إ-ENIC) تأسّست كمبادرة مشتركة بين اليونسكو والمجلس الأوروبي.